# Baeckea imbricata
Baeckea imbricata là một loài thực vật có hoa trong Họ Đào kim nương. Loài này được (Gaertn.) Druce mô tả khoa học đầu tiên năm 1917.